# 斎藤栄三郎
斎藤 栄三郎（齋藤 榮三郎、さいとう えいざぶろう、1913年6月19日 - 2000年7月9日）は、日本の政治家、経済評論家。自由民主党所属の参議院議員（3期）、 科学技術庁長官（44代）。東京出身。早稲田大学商学部卒業。商学博士、法学博士、文学博士。

## 来歴・人物
1931年、旧制日本大学中学校（現在の日本大学第一高等学校）卒業。1936年早稲田大学商学部卒業後、日本経済新聞社に入社。上海支局長、シンガポール支局長などを歴任した。
1949年には「一九四一～五年に於ける日本経済の実証的研究」にり早稲田大学から商学博士、1959年には「賠償の実証的研究」により中央大学から法学博士、1965年には「イスラムの社会思想」により東洋大学から文学博士を、それぞれ論文博士として取得した。
立正大学教授、NHK解説委員を経て、フリーの経済評論家となり、TBSの『時事放談』などに出演。1974年、第10回参議院議員通常選挙に全国区から自民党公認で出馬し初当選。1992年に引退するまで3期務めた。労働政務次官、参議院商工委員長を経て1989年8月から1990年2月まで第1次海部内閣の科学技術庁長官を務めた。
1984年に日本経済通信社から上梓した『世界を動かすユダヤパワーの秘密』は、いわゆるユダヤ陰謀論に基づく書物であり、反ユダヤ本として米国のユダヤ人団体から抗議を受けた。 
科学技術庁長官に任命された際、閣僚名簿読み上げ後の記者会見で、六ヶ所再処理工場の計画に関して、「六ヶ所村の件ですが」と聞かれると、「それはどこだ」と聞き返した。数年後、ニュースステーションで久米宏に、このときの発言を揶揄されたこともあった。
1990年秋の叙勲で勲一等瑞宝章。
2000年7月9日、腎不全のため神奈川県川崎市の小田切病院で死去、87歳没。死没日をもって従三位に叙される。
息子の斎藤元一は政治学者で、国士舘大学教授。

## 著書
- 金はどうなるか（日本経済通信社 1981年）
- ソ連・東欧に何が起きているか（日本経済通信社 1982年）
- 曲がり角にきた選挙（日本経済通信社 1982年）
- 悪魔の世界戦争史 (上)（日本経済通信社 1982年）
- アメリカの金本位制復帰で日本経済はどうなるか（日本経済通信社 1982年）
- 宰相中曽根康弘の思想と行動（日本経済通信社 1983年）
- これから賢くお金をふやす方法（日本経済通信社 1983年）
- 人間における法華経の研究（日本経済通信社 1983年）
- 中曽根首相のイメージが一変する本（日本経済通信社 1983年）
- 西欧に学ぶ日本の未来（日本経済通信社 1983年）
- 世界を動かすユダヤパワーの秘密（日本経済通信社 1984年）
- 新・宗教社会学のすすめ（日本経済通信社 1984年）
- 政治家語録の読み方（日本経済通信社 1985年）
- 高齢化社会を乗り切るには?―北欧先進福祉国家を訪ねて（通産新報社 1986年）
- 明日のアフリカ（ヒューマン・ドキュメント社 1987年）
- 定家 明月記と私（ヒューマン・ドキュメント社 1987年）
- 尺八―三曲の世界（ヒューマン・ドキュメント社 1988年）
- 外国からきた新語辞典（集英社 1989年）
- 私の経済履歴書（読売新聞社 1991年）
- 政治改革の原点―政界汚職百年史（北風書房 1992年）
- 明日への日本経済―市場経済と世界不況の出口（北風書房 1992年）
- 選挙制度の研究（巌南堂書店 1994年）
- 死生一如―人生に幕を引く心の準備（河出書房新社 1995年）
- 現代政治の論究―選挙制度に関する資料と分析（河出書房新社 1996年）
- 歌舞伎へようこそ（河出書房新社 1996年）
- 人生は一回、楽しく年をとれ!―熟年世代からの心のやすらぎを得るために あなたの老後のための指針（日新報道 1999年）